# Rogue (truyện tranh)
Rogue là một nhân vật truyện tranh của hãng Marvel. Cô là một người đột biến có khả năng hấp thu kiến thức, trí nhớ và năng lực của người khác khi cô tiếp xúc với da của họ. Là con gái nuôi của một người đột biến độc ác Mystique, Rogue từng có quá khứ là thành viên băng tội phạm Brotherhood of Evil mutants cho đến khi cô gia nhập nhóm siêu anh hùng X-men. Bắt đầu từ đó, Rogue dần trở thành một trong những X-men nổi tiếng và quan trọng nhất trong đội.

## Thông tin cá nhân
- Tên thật: không được tiết lộ. Nhưng có lẽ tên cô ấy là Anna Marie
- Tên gọi khác: Anna Raven, Dr Kellogg, Miss Smith, Marian, Marie D'Ancanto.
- Các đội từng tham gia: Brotherhood of evil mutants, X-men,X-treme Santctions Excutive
- Nơi sinh: Caldecott County, Mississippi
- Chiều cao: 1m70
- Cân nặng: 54 kg
- Mắt: xanh lá
- Tóc: Nâu và phần mái màu trắng.
- Năng lực gốc: Hấp thu và có được năng lực của người khác khi cô chạm vào họ,đối với người là sức sống của họ, có thể làm họ hôn mê vĩnh viễn.
- Năng lực sau này:
  - Hấp thu ký ức,trí tuệ
  - Có thể sử dụng các năng lực đã hấp thu, thậm chí là cùng một lúc
  - Siêu sức mạnh, bay
  - Phát ra sức nóng và lửa, nhìn thấy tia hồng ngoại
  - Nén năng lượng vào vật thể khác khiến nó nổ tung

## Tiểu sử

### Niên thiếu
Cô sinh ra tại vùng Caldecott County, bang Mississippi. Cha mẹ cô lấy nhau khi còn rất trẻ và sống một tập thể thanh niên vô chính phủ. Những người này rất tin vào sự tồn tại của Far Banks, nơi mà mọi giấc mơ đều trở thành hiện thực. Và họ yêu cầu một pháp sư giúp họ đến đó. Kết quả của buổi hành lễ là sự biến mất của mẹ cô. Cha cô sau đó giao cô cho cô em vợ là Carrie và bỏ đi. Nỗi đau mất chị khiến Carrie thành một người dì độc đoán và hà khắc. Điều này khiến Anna trở thành một cô bé nổi loạn. Khao khát tìm cha, Anna bỏ nhà đi và tự gọi mình là Rogue - Kẻ cô độc. Sau đó cô gặp Mystique và nhận bà ta làm mẹ nuôi. Nguyên nhân sâu xa của việc này là Mystique (Raven Darkholme) đã nghe theo lời khuyên của đồng sự Destiny (Irene Alder) - một người đột biến có khả năng tiên đoán. Cô sau đó kết thân với một anh chàng tên Cody Robbins và khi hôn cậu ta, năng lực cô lần đầu bộc lộ và nó khiến Cody hôn mê mãi mãi. Hoảng sợ, Rogue bỏ trốn và bị một đám đông giận dữ truy đuổi. Một người đột biến đang đi xuyên thời gian tên Cable đã cứu cô khỏi bị treo cổ.

### Brotherhood of Evil Mutants
Mystique và Destiny dạy cô cách sử dụng năng lực để hấp thu năng lực và ký ức của người khác. Lúc này,Mystique dụ dỗ cô tham gia nhóm khủng bố Brotherhood of evil mutants(BOEM). Lúc đầu Rogue từ chối nhưng sau đó lại xảy ra sự cố. Khi một anh chàng tên Freddie thách thức cô hôn anh ta, cô lại làm tổn hại hắn. Thấy khó có thể trở lại cuộc sống bình thường, Rogue tham gia vào nhóm của Raven. Ban đầu, Rogue và Raven hợp tác với Blindspot - một dị nhân có khả năng xóa ký ức người khác. Điều khó hiểu là cô ta có thể trung hòa khả năng của Rogue và có thể chạm vào cô. Hai người đang kết thân thì Raven ngưng hợp tác với cô ta. Blindspot ra đi và xóa luôn ký ức về anh ta của Rogue và Raven để bảo vệ cô.
Trong điệp vụ đầu tiên của Rogue trong hội BOEM, Destiny đã khuyên cô nên chờ ở bên ngoài. Lời tiên đoán chính xác khi các thành viên BoEM kể cả Destiny đều bị bắt bỏ tù, chỉ Rogue và Raven trốn thoát.
Raven có một kế hoạch giải cứu đồng bọn và cho Rogue đi hấp thu Ms Marvel - lúc này đang ẩn dật ở San Francisco. Ban đầu Rogue thua thảm bại nhưng sau đó ở Golden Gate, Rogue cũng hấp thu được năng lực của Ms Marvel Nó giúp cô có năng lực mới bao gồm bay, siêu sức mạnh, khả năng gần như tự tái tạo... Sau đó, Rogue theo lời Raven đi hấp thu thêm Captain America và Thor của nhóm siêu anh hùng Avengers. Nhưng kế hoạch giải thoát đồng bọn của Mystique vẫn thất bại.
Sau đó Rogue lại có một cuộc chiến với các X-men và Ms Marvel ở Lầu Năm Góc và cô hấp thu cả Wolverine và Storm nhưng không thể điều khiển được năng lực của họ.
Lần thứ hai giải thoát các BoEM,cô chiến đấu và chạm vào Rom,hiệp sĩ không gian và hấp thu tính cách cao cả của anh ta.Mặt tốt trỗi dậy,cô chiến đấu với Hybrid-kẻ ôm mộng làm bá chủ trái đất.
Nhưng sau đó, Rogue lại tỏ ra ganh tỵ với Dazzler khi thấy cô ấy có thể kiểm soát tốt năng lực của mình và chiếm được tình cảm của Angel. Mystique xúi giục Rogue hấp thu Angel nhưng cô từ chối do sợ mình sẽ đau đớn khi đôi cánh mọc ra. Rogue bị Dazzler đánh bại. Sau đó Dazzler cũng bỏ trốn sau đó.

### X-men
Càng sử dụng năng lực của mình, Rogue càng bị phần tính cách của Ms Marvel khống chế. Lo sợ mình bị mất trí, cô tìm đến sự giúp đỡ của Prof X. Với tấm lòng nhân hậu của mình, ông đã để cô ở lại trường bất chấp sự phản đối của các X-men khác. Mấy tháng đầu, Rogue đối mặt với sự xa lánh của mọi người nhưng sau đó, bắt đầu từ việc cô cứu vị hôn thê của Wolverine - Mariko Yashida mà họ đã chấp nhận cô.
Rogue đến gặp đại tá Mike Rossi - người yêu của Ms Marvel. Anh ta kinh ngạc khi thấy cô cư xử và ăn nói giống hệt Ms Marvel. Lúc này, cô bị linh hồn của Ms Marvel nắm quyền điều khiển, dù sau đó cô giành lại được thế chủ động nhưng bây giờ cô mới thấy hết việc tai hại khi hấp thu Ms Marvel.
Khi một điệp viên từ Genosha đến bắt Rogue và Wolverine, lúc này họ đã mất năng lực. Lần đầu tiên có thể tiếp xúc bình thường với người khác, không may cho Rogue khi đó là cơ hội cho kẻ thù bắt giữ cô. Trong tiềm thức của cô là cuộc đấu với linh hồn của Ms Marvel. Cuối cùng,Rogue để cho Ms Marvel nắm quyền kiểm soát cơ thể cô. Ms Marvel lúc này dùng năng lực của Rogue - lúc này mới bộc lộ lại, nguyên nhân nó bị mất trước đây hoàn toàn là do tâm lý của Rogue.
Sau đó, cô bị hút vào một cánh cửa huyền bí - Siege Perilous, ở đây phép thuật đã tách rời linh hồn hai người và đưa vào hai cơ thể khác nhau. Nhưng sự sống thì không đủ cho cả hai nên Ms Marvel tiếp tục tấn công Rogue.
Các X-men đến một thị trấn ma ở Úc và Rogue có dịp chiến đấu với các Reavers và cả Ms Marvel. Hấp thu Gateway, cô dùng năng lực đó mở một cánh cửa tẩu thoát nhưng không ngờ Ms Marvel liều lĩnh đã nhảy theo vào. Ms Marvel bị đưa đến đảo Muir và bị Shadow King làm biến chất. Cô ta đến Savage Land tìm Rogue. Rogue đã bị đẩy sát mép vực đến khi Magneto xuất hiện và giết chết Ms Marvel. Ông ta chuyển sức mạnh của Ms Marvel mà không có phần linh hồn vào Rogue. Rogue đã cảm ông ta khi thấy vẻ ngoài lịch lãm của Magneto. Sau đó nhận ra tình cảm nông nổi của mình, cô quay lại chỗ các X-men. Cũng như các người khác, cô bị Shadow King điều khiển cho đến khi Forge giải cứu và lao vào trận chiến với Shadow King,Legion và Malice.
Sau đó, -men phân thành hai đội, Rogue theo đội xanh dưới trướng Cyclops và nhanh chóng có tình cảm với đồng đội Gambit. Khi hôn Gambit, Rogue phát hiện việc anh ta từng dính líu đến việc thảm sát băng Morlocks nên bỏ đi. Rồi cô chạm trán với một dị nhân vốn là bản sao nhân bản của Magneto tên là Joshep. Khi về lại đội, cô dẫn theo cả anh ta về để giúp đỡ chống lại Onslaught.
Sau đó, Rogue và Gambit bị Magneto bắt giữ với ý định cho Gambit thế mạng thay hắn. Lúc này năng lực của họ bị mất, Rogue và Gambit có một đêm thân mật bên nhau. Sau đó, các X-men giải thoát cho họ và phát hiện bí mật của Gambit, Rogue bỏ anh ta tại Nam cực.
Một tổ chức tên là Agee Institute công bố một cỗ máy làm mất năng lực của dị nhân. Rogue lập tức đăng ký nhưng phút cuối lại đổi ý và hủy diệt cỗ máy. Thời gian này cô còn phát hiện ra bạn chiến đấu thân thiết của cô là Nightcrawler chính là con trai của Mystique (ngoài ra Mystique còn một người con nữa là một chính khách bình thường quá cố tên Graydon Creed)
Khi hội đồng Ngân Hà đưa Trái Đất vào vòng kiểm soát chặt chẽ, Rogue hấp thu Z'Can - một alien ngoại cảm và thay đổi hình dạng. Anh ta sau đó đã cho Rogue thêm khả năng sử dụng các năng lực mà cô đã từng hấp thu. Ban đầu, khi chưa kiểm soát được chúng, Rogue đeo một cái kính tương tự của Cyclops phòng trường hợp cô bắn tia gây sát thương cho người khác.

### X-Treme X-men
Nhóm này được lãnh đạo bởi Storm. Nhiệm vụ đầu tiên là đi tìm quyển nhật ký của Destiny, nơi ghi lại những điều tiên đoán của bà ta. Trong cuộc chiến tranh giành nó với kẻ đến từ chiều không gian khác Madripoor-Khan, Rogue đã xin Sage phát triển năng lực của cô lên và được toại nguyện.]
Cũng trong lúc này cô đối mặt với Vargas. Hắn ta đã xem quyển nhật ký Destiny và biết sẽ bị Rogue giết nhưng vẫn ngoan cố thay đổi định mệnh khi cố ám sát cô và Gambit. May mắn cô vượt qua được cái chết nhờ năng lực của Wolverine và Hulk, còn Gambit được Jean Grey cứu. Sau đó cô tìm gặp Vargas trong bộ dạng hóa trang thành Psylocke - người hắn đã giết trước đó. Trận chiến kết thúc, số phận của Vargas lơ lửng không được nhắc đến là có bị Rogue giết không. Bài học rút ra: Việc chống đối số phận đôi khi còn nguy hiểm hơn việc phớt lờ nó.
Rogue và Gambit tạm mất năng lực và cả hai đi du lịch để thử thách tình cảm của mình. Các sự kiện trong chuyến đi:
- Chiến đấu mà không có năng lực với một nhóm dị nhân ghét người
- Gặp Paint - một mutant có thể vẽ hình xăm bằng tay.Anh ta sau đó vẽ tặng Rogue một hình trên chính người cô.
- Tại thị trấn Valle Soleada, nơi dị nhân và con người sống hòa hợp, cô giúp Sage và Bishop chống lại kẻ thù và là ông chủ cũ của Sage - Elias Bogan.
- Sage hồi phục năng lực cho Gambit.
- Năng lực của Rogue quay về nhưng mất phần năng lực của Ms Marvel.

### Lãnh đạo X-men
Cả hai sau đó quay về X-men và nằm trong đội của Havok.
Trong một lần về thăm nhà, cô gặp lại linh hồn của mẹ, hòa giải với dì Carrie. Một bí mật trong quá khứ được hé mở khi cô phát hiện mình, Raven, Blinkspot và X-men Sunfire từng cùng nhau thực hiện một phi vụ ăn cắp cái đai adamantium và dính líu tới cái chết của cha của Lady Deathstryke. Gặp lại Blinkspot và bị cô ta xóa ký ức khiến cô quay sang chống các X-men. Khi trở lại bình thường, cô quay lại trường và lên cơn ghen khi thấy Gambit được đeo đuổi bởi một dị nhân trẻ là Fox, nhưng ngay sau đó phát hiện ra cô ta là Mystique biến hình nhằm chia rẽ cô và Gambit. (Sau đó, Mystique xin ở lại X-men và được chấp nhận).
Apocalypse tỉnh dậy và biến đổi Gambit khiến anh ta muốn giết Rogue. Nhờ Sunfire anh ta cũng trở lại bình thường. Nhưng Gambit và Sunfire sau đó đều rời X-men gia nhập nhóm Marauders của Mr Sinister.
Khi giáo sư X và Havok lên không gian, Rogue được làm lãnh đạo một nhóm gồm Iceman, Cannonball, Cable, Lady Mastermind, Omega Sentinel, Sabretooth và Mystique. Trong một nhiệm vụ, Rogue bị nhiễm một loại virus lạ. Khi quay về nhà cũ, cô bị Mystique ám hại và bị bắt cóc đưa về căn cứ của nhóm Marauders ở đảo Muir. Rogue rơi vào hôn mê sâu cho đến khi Mystique ôm đứa bé M-day đến chạm vào cô. Sự tiếp xúc của cô và đứa bé đã khiến cô tỉnh dậy. Nhưng Rogue cảm thấy quá tàn nhẫn với đứa bé nên đã làm mất hết trí nhớ của Mystique. Rogue sau đó bỏ đi và nhắn với Gambit đừng bám theo cô ấy.
Sắp đến, Rogue cùng với Gambit, Giáo sư X, Magneto sẽ là những nhân vật quan trọng trong Legacy X-men.

## Các bản thể khác

### Age of Apocalypse
Tôn trọng lời nguyện cuối cùng của Scarlet Witch, Rogue kết bạn với Magneto và họ yêu nhau. Rogue là thành viên X-men, trở thành vợ và có với Magneto một con trai tên Charles. (Magneto đã học cách chạm vào cô khi tạo ra một màng lực từ bao bọc ông ta). Cô cùng Morph, Blink,Sunfire, Sabretooth chống lại kế hoạch Chicago Cullings của Holocaust trong khi Bishop lên kế hoạch ngăn chặn cái chết của giáo sư X. Năng lực của cô chủ yếu là nhờ lấy từ Polaris bao gồm điều khiển kim loại, bay và gia tăng sức mạnh.

### Ultimate
Tù nhân 14 tuổi của Weapon X, Rogue bỏ trốn và gia nhập BOEM.Ra đi khi thấy Magneto gây ra một vụ nổ hạt nhân.Gia nhập X-men và là bạn gái của Iceman.Khi thấy anh ta hôn Shadowcat,cô ra đi với Gambit.
Cô giúp anh ta trộm viên kim cương Cytorrak và chạy trốn Juggernaught- kẻ si mê cô từ thời Weapon X.Hắn giao đấu và giết chết Gambit.Cô hôn anh ta lần cuối và hấp thu luôn năng lực anh ta.(và từ đó có màu mắt của Gambit)
Quay lại trường,cô nối lại tình cảm với Iceman-người nhận ra anh ta chỉ yêu Rogue mà thôi.
Sau này,năng lực cũ cô quay về và năng lực của Gambit biến mất.

### Các phiên bản phim

#### X-men Evolution
Trong bộ phim hoạt hình này, Rogue là một thiếu niên có tâm trạng rất phức tạp. Cố thoát khỏi con đường tội phạm do người mẹ nuôi Mystique vạch ra, Rogue gia nhập X-men và có tình cảm với Cyclops. Nhưng nhận ra anh ta chỉ chú ý Jean Grey, Rogue rút lui và tìm thấy tình yêu với Gambit. Rogue nắm giữ vai trò lớn trong mạch chuyện, nhất là khi Mystique dùng cô để hồi tỉnh Apocalypse, và chính cô cũng là người vô hiệu hóa Apocalypse.

#### X-men Movie
Một thiếu niên tên Marie D'Ancanto bỏ nhà đi và may mắn được các X-men giúp đỡ. Cô sau đó bị Magneto bắt cóc khi hắn mưu đồ dùng cô làm vật thế mạng trong một cỗ máy hắn dùng để biến các lãnh đạo thế giới thành dị nhân. Các X-men giải thoát cô thành công.
Rogue có mối quan hệ giống như cha-con với Wolverine. Nhưng cô có tình cảm với một học viên khác là Iceman. Nhưng do năng lực của Rogue, họ không thể tiếp xúc thân mật với nhau. Cuối cùng, khi nhìn thấy Iceman và Shadowcat thân mật với nhau, Rogue quyết định đi tìm liều thuốc hóa giải năng lực của mình.
- Anna Paquin - nữ diễn viên Canada từng đoạt Oscar năm 1994 khi mới 11 tuổi (The Piano) - thủ vai Rogue trong cả ba phần phim.